# Johannes Jonker

a Compétitions nationales et continentales officielles uniquement.

Dernière mise à jour le 22 septembre 2024.
Johannes Jonker (Johannes Gideon Andries Jonker), né le 22 août 1994 à East London (Afrique du Sud), est un joueur sud-africain de rugby à XV jouant au poste de pilier droit au FC Grenoble depuis 2024.

## Biographie
Natif de East London, Johannes Jonker commence sa carrière aux Border Bulldogs.
Il dispute ensuite simultanément la Currie Cup avec les Golden Lions et le Super Rugby avec les Lions.
Johannes Jonker évolue durant la saison 2017-2018 en Top 14 avec le club de Montpellier en tant que joker médical de Jannie du Plessis, blessé au genou. Il est prêté par les Lions, la franchise sud-africaine basée à Johannesburg, qui évolue en Super Rugby. Sa pige terminée avec le club héraultais, il regagne le club sud-africain.
Il revient au Montpellier HR en février 2020 à nouveau en tant que joker médical. Il ne joue alors que deux rencontres avant de se blesser.
Joueur des Ealing Trailfinders RC lors de la saison 2020-2021, il rejoint Bath Rugby en 2021, avec qui il est finaliste de Premiership en 2023-2024, après une défaite 25 à 21 en finale contre les Northampton Saints,.
Il signe au FC Grenoble en février 2024, pour ensuite rejoindre le club à partir de la saison 2024-2025.

## Palmarès
- Lions
  - Finaliste du Super Rugby en 2017 et 2018.
- Golden Lions
  - Finaliste de la Currie Cup en 2019.
- Ealing Trailfinders
  - Finaliste du Championnat d'Angleterre de 2e division en 2021.
- Bath
  - Finaliste du Championnat d'Angleterre en 2024.
- FC Grenoble
  - Finaliste du Championnat de France de 2e division en 2025.